# النطاق العريض (إدارة الموارد البشرية)
يتم استخدام النطاق العريض من قبل إدارات الرواتب في إدارة الموارد البشرية.

## تعريف النطاق العريض
النطاق العريض عبارة عن هيكل تصنيف وظيفي يقع بين استخدام رواتب فورية مقابل العديد من الدرجات الوظيفية لتحديد ما يجب دفعه لمناصب معينة وشاغلي تلك الوظائف. في حين أن توسيع النطاقات يعطي المنظمة التي تستخدمها بعض التصنيفات الوظيفية الواسعة إلا أنها لا تحتوي على العديد من الدرجات الوظيفية المتميزة مثل هياكل الرواتب التقليدية. وبالتالي فإن توسيع النطاقات يقلل من التركيز على "الحالة" أو التسلسل الهرمي ويضع مزيدا من التركيز على حركة الوظائف الجانبية داخل الشركة. في بنية النطاق العريض يمكن مكافأة الموظف بسهولة أكبر على الحركة الجانبية أو تطوير المهارات بينما في هياكل الرواتب التقليدية متعددة الدرجات يحدث تقدم الأجور بشكل أساسي عن طريق الترقية الوظيفية. بهذه الطريقة يعد النطاق العريض نظام دفع أكثر مرونة. ومع ذلك يمكن أن تؤدي هذه المرونة إلى مشاكل نسبية داخلية في الأجور حيث لا يوجد قدر كبير من التحكم في تقدم الراتب كما هو الحال في وظيفة الدرجات التقليدية متعددة المستويات (الهيكل).